# Baidu Baike
Pour les articles homonymes, voir Baike.
Ne doit pas être confondu avec Baike.com.
Baidu Baike (chinois simplifié : 百度百科 ; pinyin : Bǎidù bǎikē) est une encyclopédie en ligne chinoise à but commercial. Elle est lancée en avril 2006 par le moteur de recherche Baidu. 
En novembre 2019, elle comptait plus de 16 millions d'articles et près de 7 millions de contributeurs. Avec plus de 130 millions de visiteurs par jour, elle est très populaire en Chine et constitue, avec Baike.com, l'un des deux plus importants wikis chinois. Le site fait toutefois face à des critiques, principalement autour d'accusations de plagiat et d'auto-censure.

## Histoire

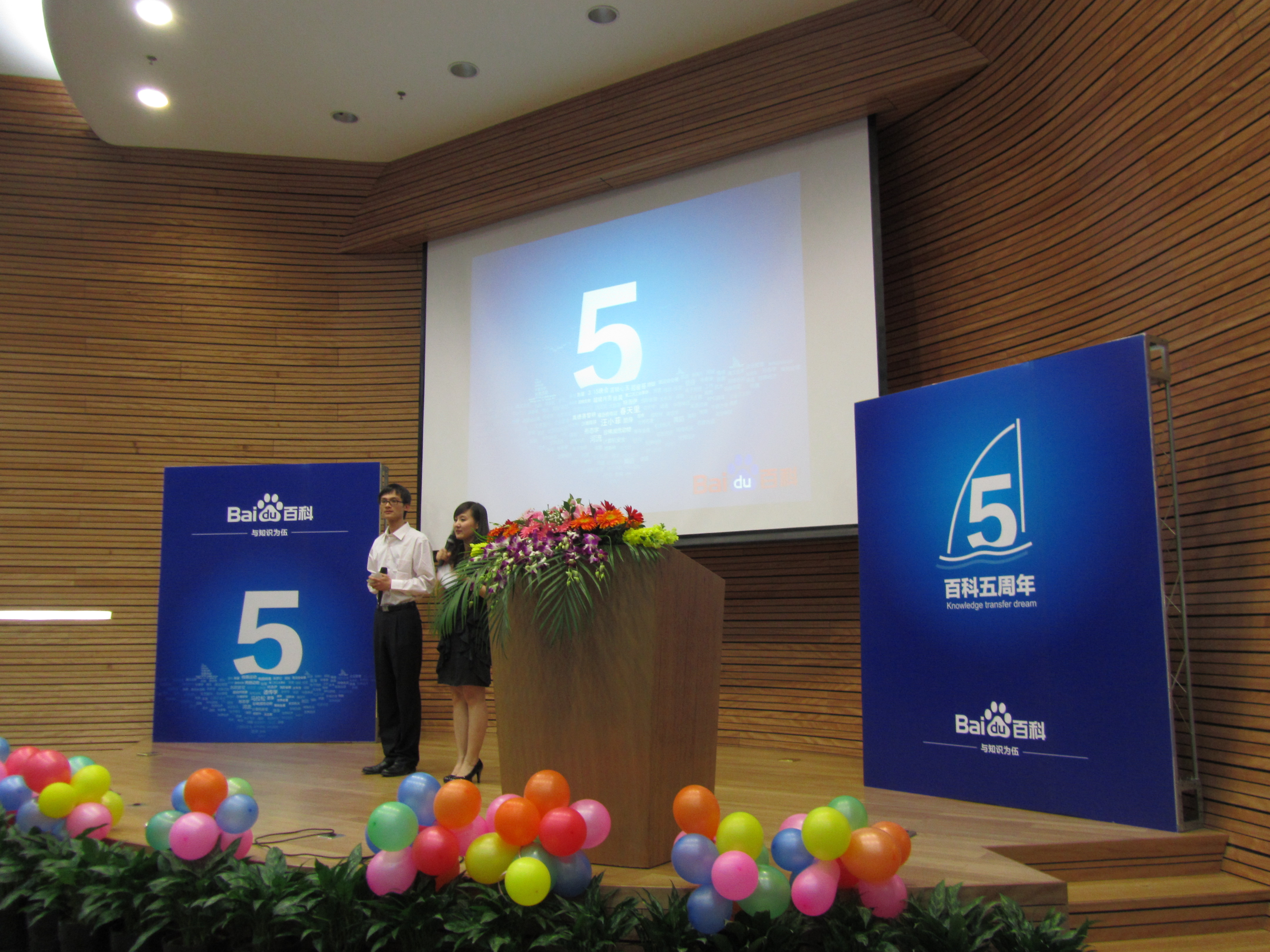
Un évènement pour les 5 ans de l'encyclopédie, en 2011.

Baidu Baike est fondée par Robin Li en avril 2006, à la suite de la décision du gouvernement chinois de censurer Wikipédia en 2005,. Environ 20 jours après son lancement, elle comptait approximativement 300 000 utilisateurs enregistrés et 100 000 articles, dépassant ainsi le nombre d'entrées de Wikipédia en chinois de l'époque.
Lors d'une recherche effectuée sur Baidu, si un article correspondant sur Baidu Baike existe, il sera automatiquement placé dans les premiers résultats — ce qui a valu un dépôt de plainte de la part de Baike.com à l'encontre de la société en février 2011, qui estimait cette situation comme relevant d'un abus de position dominante,.
En novembre 2019, elle comptait plus de 16 millions d'articles et plus de 6,9 millions de contributeurs, et en avril 2020, elle attirait environ 130 millions de visiteurs quotidiens

## Fonctionnement
Baidu Baike se base sur un système similaire à celui de Baike.com, c'est-à-dire que les contributeurs gagnent des points au fur et à mesure de leurs modifications qui enrichissent l'encyclopédie, et peuvent dépenser ces points afin d'acquérir des produits commercialisés par l'entreprise — tels que des livres, des appareils ménagers ou des ordinateurs. En outre, la communauté de Baidu Baike est organisée en trois groupes : le premier consiste en approximativement 340 contributeurs qui sont directement dirigés par Baidu ; le deuxième est constitué d'étudiants, et le dernier groupe est composé d'à peu près 2 500 membres, parmi lesquels des experts et de professeurs universitaires. Les internautes qui souhaitent modifier les pages doivent au préalable avoir créé un compte en renseignant leur nom réel, et les versions modifiées ne deviennent visibles publiquement qu'après que leur contenu a été vérifié et approuvé manuellement par un administrateur du site.

## Critiques

### Violation de la propriété intellectuelle
Les articles de Baidu Baike sont soumis à des droits d'auteur qui empêchent la réutilisation du contenu. Toutefois, Florence Devouard, alors présidente de la Wikimedia Foundation, déclare publiquement en 2007 que Baidu Baike utilise du contenu provenant de Wikipédia sans en respecter les conditions de réutilisation. Elle explique également que cette violation « pourrait être la plus grande violation du droit d'auteur que nous avons » et que le site chinois « ne respecte pas du tout la licence ». En conséquence, la fondation Wikimédia demande publiquement à la filiale de Baidu de créditer les auteurs des articles copiés, sans pour autant engager de procédure judiciaire. Pan Haidong (en), fondateur de Baike.com, remarque également des violations du droit d'auteur.

### Censure des articles
Afin de respecter la juridiction mise en place par le gouvernement chinois, Baidu Baike censure certains articles et contenus de l'encyclopédie afin de correspondre aux lois chinoises sur la régulation d'Internet (en),, ce qui entraine des critiques,,.